# Relaciones Noruega-Suecia
Las Relaciones Noruega-Suecia se refieren a las relaciones extranjeras entre Noruega y Suecia. Los países tienen una larga historia juntos. Ambos formaron parte de la Unión de Kalmar entre 1397 y 1523. Los países establecieron relaciones diplomáticas en 1905, después de la disolución de la unión entre ellos en 1905.
Suecia tiene una embajada en Oslo y 14 consulados, en Ålesund, Arendal, Bergen, Bodø, Hamar, Hammerfest, Kirkenes, Mandal, Moss, Narvik, Porsgrunn, Stavanger, Tromsø y Trondheim. Noruega tiene una embajada en Estocolmo y tres consulados, en Gotemburgo, Malmö y Sundsvall.
Ambos países son miembros del Consejo de Europa y el Consejo Nórdico. Hay alrededor 44.773 suecos viviendo en Noruega y alrededor 18.000 noruegos que viven en Suecia.

## Frontera internacional
Cruzar la frontera entre Suecia y Noruega es relativamente simple. No se requiere pasaporte debido a la Unión Nórdica de Pasaportes y no hay obstrucciones físicas en la frontera. Sin embargo, dado que Noruega no forma parte de la Unión Europea, se pueden realizar controles aduaneros si se viaja en automóvil para prohibir el contrabando. Los ciudadanos extranjeros que requieren visa para cualquiera de los estados no pueden cruzar la frontera legalmente sin solicitar nuevamente la visa. No hay restricciones a los derechos de los suecos y noruegos no criminales a vivir en el país vecino.

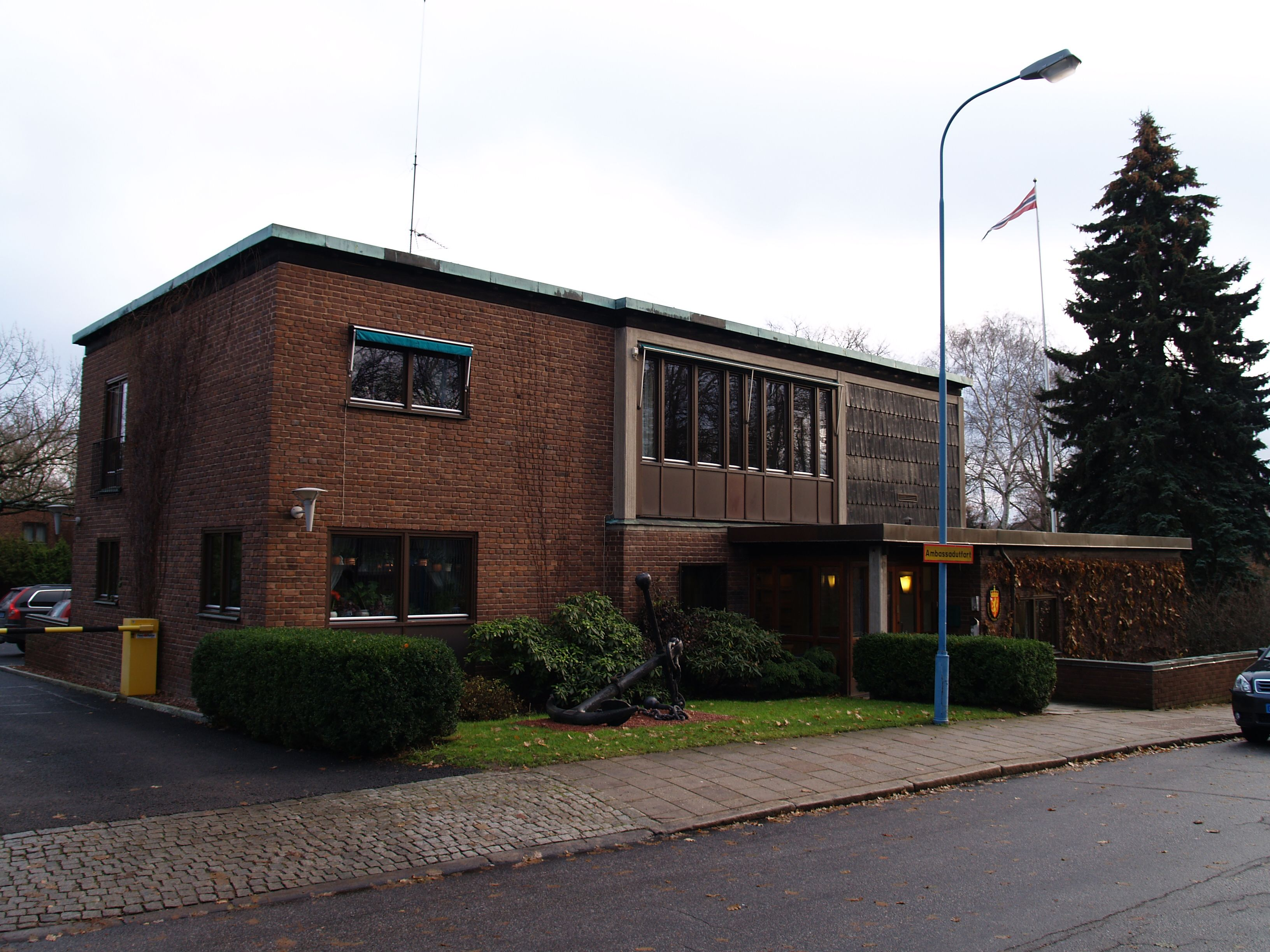
Embajada de Noruega en Estocolmo
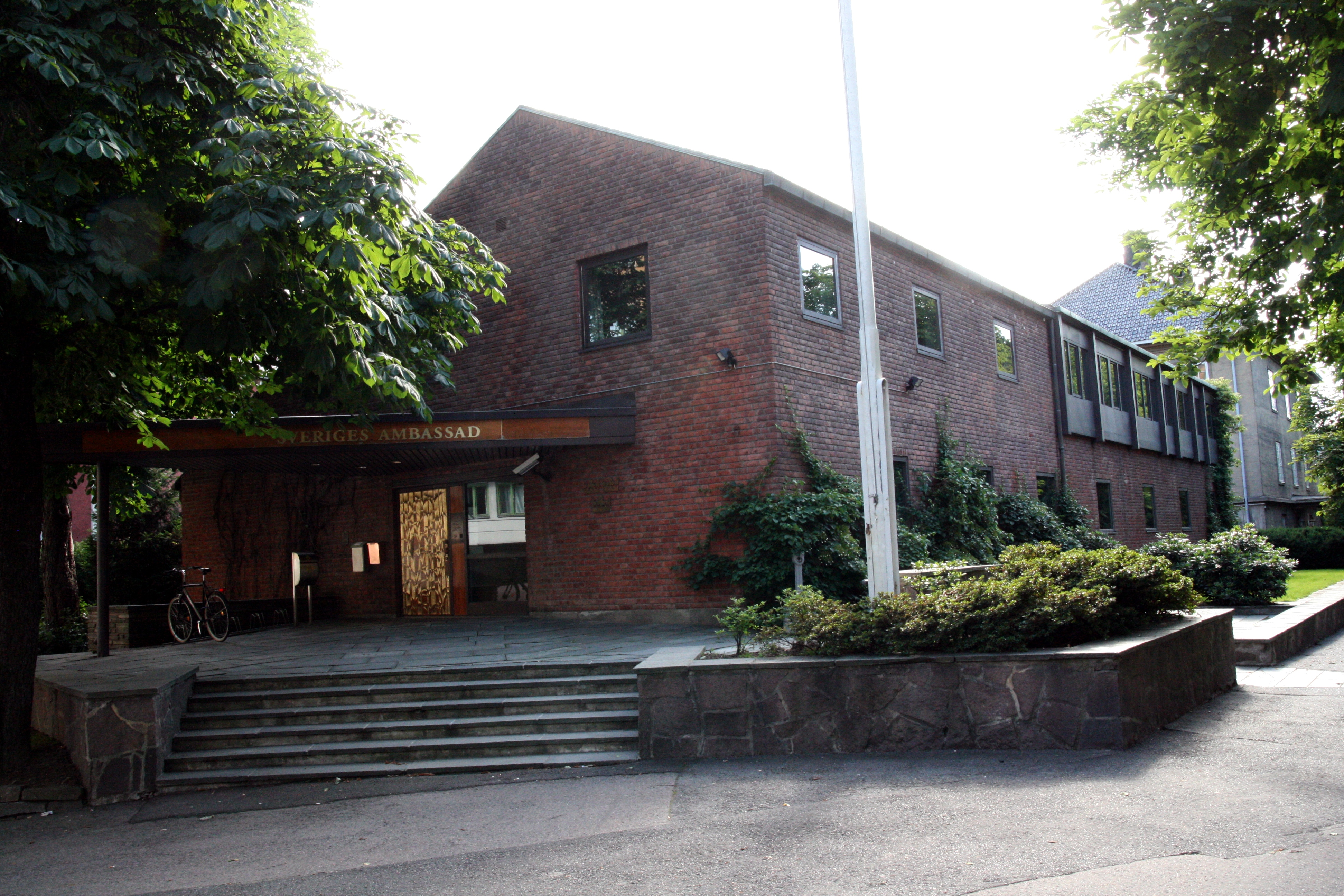
Embajada de Suecia en Oslo